# Hemipenthes referens
Hemipenthes referens är en tvåvingeart som först beskrevs av Walker 1852.  Hemipenthes referens ingår i släktet Hemipenthes och familjen svävflugor. Inga underarter finns listade i Catalogue of Life.